# 每日一字 (台灣)
《每日一字》是中華電視公司（含前身中華電視台，均簡稱「華視」）教學部（2000年代上半期改名為「教學事業處」）製作且於1981年1月25日至1998年5月28日播出的社教節目，每集節目時間約5分鐘，每集由一位女主持人主持，每集介紹一個合乎中華民國教育部規範的「正體字」，是許多臺灣人共同的回憶之一。但時有專家撰文批評，該節目矯枉過正，取一些冷僻的字音或錯誤資訊誤導民眾。
該節目1980年代版由華視新聞女記者李艷秋、華視新聞女記者李蕙芳、華視女演員沈敬家及華視女主持人羅敏輪流主持，1990年代版由華視新聞女主播蕭裔芬主持。粟奕倩亦曾主持，但所屬時期不明。

## 節目特色
《每日一字》主持人多穿著旗袍，以坐姿出現。書法家張炳煌用毛筆於一張印有紅色九宮格的宣紙上，以楷書一筆一劃示範該字寫法。節目當中，除了基本的字音、字形外，也會提及該字的由來及用法。播出期間，總共介紹了約二千字以上。
《每日一字》也有發行實體書。

## 1980年代版
1980年代版製作單位為華視教學部，黎澤霖（筆名林藜）撰稿，最初播出時間為每日19點25分至19點30分。背景音樂為《陽明春曉》。

### 舉例說明
以李艷秋講「否」字為例，順序如下：
- 在《陽明春曉》樂聲中，畫面從《每日一字》開場動畫最後一格切換至已經坐穩的李艷秋。李艷秋向觀眾一鞠躬之後，說：「《每日一字》的觀眾朋友，您好。今天要介紹給您的是一個『否』（ㄈㄡˇ）字，『否決』的『否』。」
- 畫面換成只露右手的張炳煌在宣紙上示範寫「否」字，畫面正右方以粉紅色黑邊的標楷體顯示「否」字的國語注音「ㄈㄡˇ」，畫面右下角以粉紅色黑邊的方式顯示「否」字的標準行書字體，搭配李艷秋的旁白：「『否』字的國語注音是：ㄈ、ㄡˇ、ㄈㄡˇ，三聲ㄈㄡˇ；否，三聲ㄈㄡˇ。」宣紙正中央印有九宮格，九宮格正上方印有張炳煌以楷書親題的左起橫排「教育部頒標準字體」八字，九宮格正左方印有張炳煌以直行楷書親題的落款（楷書姓名與篆體蓋印）。
- 張炳煌寫完「否」字，《陽明春曉》樂聲中止，畫面換成第一張藍底白字的電腦字卡，以由右至左排列的直排標楷體顯示：「『否』是『不然』的意思，如：『否則』是表示轉折相承。《左傳》襄二十六年：『義則進，否則奉身而退。』」李艷秋將字卡內容讀完一遍之後，講解「義則進，否則奉身而退」一句：「意思是說：合義理的，便進；不合義理的，便謹身而退。」
- 畫面換成第二張藍底白字的電腦字卡，以由右至左排列的直排標楷體顯示：「『否』又是表示疑問的助詞，等於白話文中的『嗎』『麼』等字，如：『汝知否？』『事成否？』」李艷秋將字卡內容讀完一遍。
- 畫面換成第三張藍底白字的電腦字卡，以由右至左排列的直排標楷體顯示：「『否』又是『不』的意思，如：『否認』就是不承認。『否決』就是對某一件事作成不承認的議決。『否定』就是不同意、不贊成。」李艷秋將字卡內容讀完一遍。
- 畫面換成第四張藍底白字的電腦字卡，以標楷體顯示「否」字及其兩種讀音「ㄈㄡˇ」與「ㄆㄧˇ」，搭配李艷秋的旁白：「『否』又可以唸ㄆㄧˇ，國語注音是：ㄆ、ㄧˇ、ㄆㄧˇ，三聲ㄆㄧˇ。」
- 畫面換成第五張藍底白字的電腦字卡，左側顯示「否卦」與「泰卦」，右側顯示「天地否，地天泰」，搭配李艷秋的旁白：「『否』（ㄆㄧˇ）就是『否卦』，是《易經》六十四卦之一：坤下，乾上，天地不交，萬物不通之象。而另外一個相反的，是『泰卦』，則是：坤上，乾下，為天地交而萬物通之象。所以，『天地交』，謂之『泰』；交則通，不交則塞，這便是謂之『否』。」
- 畫面換成第六張藍底白字的電腦字卡，以由右至左排列的直排標楷體顯示：「古人多以『否泰』來表示命運之通塞好壞。如：『否去泰來』是說『惡運去，福運來』，又稱為『否極反泰』或『否終則泰』。」李艷秋將字卡內容讀完一遍。
- 畫面換成第七張藍底白字的電腦字卡，以由右至左排列的直排標楷體顯示：「『否』（ㄆㄧˇ）又當『不好』講，如：『臧否』就是善惡，不可唸成『臧否（ㄈㄡˇ）』。」李艷秋將字卡內容讀完一遍。
- 畫面換成一張手工剪貼的淡黃色字卡，上半部顯示「否」字的兩種讀音「ㄈㄡˇ」與「ㄆㄧˇ」，下半部顯示「告」字的兩種讀音「ㄍㄠˋ」與「ㄍㄨˋ」，「否」字被淺綠底黑邊正方形框起來，「告」字被粉紅底黑邊正方形框起來，搭配李艷秋的旁白：「和『否』（ㄈㄡˇ）字同樣有兩個讀音，一般人也容易唸錯的，還有這一個『告』（ㄍㄠˋ）字。『告』字的國語注音是：ㄍ、ㄠˋ、ㄍㄠˋ，四聲ㄍㄠˋ。」
- 畫面換成第八張藍底白字的電腦字卡，以由右至左排列的直排標楷體顯示：「『告』就是對人說，如：『告假（ㄐㄧㄚˋ）』、『告饒』；又是宣布的意思，如：『自告奮勇』、『大功告成』。」李艷秋將字卡內容讀完一遍。
- 畫面換成一張以光緒三十三年善成堂刻版《百家姓》書影為背景的手工字卡，中央貼上白底黑邊的直行「告→我國姓氏之一」等字，搭配李艷秋的旁白：「『告』（ㄍㄠˋ）也是我國的姓氏之一。」
- 畫面換成一張以孟子及其學生畫像為背景的手工字卡，中央貼上白底黑邊的直行「《孟子》〈告子〉篇：是指孟子的學生，名叫『告不害』。」等字，搭配李艷秋的旁白：「如：《孟子》中有〈告子〉篇，是指孟子的學生，名叫『告不害』。」
- 畫面換成第九張藍底白字的電腦字卡，以標楷體顯示「告」字及其兩種讀音「ㄍㄠˋ」與「ㄍㄨˋ」，搭配李艷秋的旁白：「『告』（ㄍㄠˋ）又可以唸ㄍㄨˋ，國語注音是：ㄍ、ㄨˋ、ㄍㄨˋ，四聲ㄍㄨˋ。」
- 畫面換成一張以古代臣子向皇帝上奏的畫像為背景的手工字卡，中央貼上白底黑邊的直行「告→稟明、竭請的意思」等字，搭配李艷秋的旁白：「『告』（ㄍㄨˋ）是『稟明』、『竭請』的意思。」
- 畫面換成一張以《禮記》書影為背景的手工字卡，中央貼上白底黑邊的直行「《禮記·曲禮》：『出必告（ㄍㄨˋ），反必面。』」等字，搭配李艷秋的旁白：「如《禮記·曲禮》有：『出必告，反必面。』」
- 畫面換成一張以古人應酬的畫像為背景的手工字卡，中央貼上白底黑邊的直行「告朔餼（ㄒㄧˋ）羊→比喻虛應故事」等字，搭配李艷秋的旁白：「而『告（ㄍㄨˋ）朔餼羊』，則是比喻虛應故事。」
- 畫面換成一張以古人勸告他人的畫像為背景的手工字卡，中央貼上白底黑邊的直行「忠告（ㄍㄨˋ）→盡力去規勸別人」等字，搭配李艷秋的旁白：「至於『忠告（ㄍㄨˋ）』，則是盡力地去規勸別人。」
- 畫面換成一張以淺灰色為背景的手工字卡，左邊貼上白底黑邊的直行「忠告」二字，「告」字由左至右加註注音「ㄍㄨˋ」與「ㄍㄠˋ」，以橘底黑邊正方形框起來的「ㄍㄠˋ」正上方貼上一個白底黑邊的「×」，搭配李艷秋的旁白：「現在多把『忠告（ㄍㄨˋ）』唸成『忠告（ㄍㄠˋ）』了。」
- 畫面換成一張左邊以淺藍色為背景、右邊以棕色為背景的手工字卡，左邊貼上白底黑邊的直行「吿（告之本字）」[6] 等字，右邊上半部貼上「羊」字，右邊下半部由右至左貼上「義」「美」「恙」三字，搭配李艷秋的旁白：「最後要提出來的是：『告』（ㄍㄠˋ）字本來是由『牛』和『口』合成的，後來字形演變成隸書、楷書的時候，中間一筆不下通；如羊部的『義』、『美』、『恙』等等都是這樣的。特別提供給您作參考。」
- 最後是李艷秋向觀眾道別：「今天《每日一字》就介紹到這兒了，謝謝您的收看，我們明天再見。」語畢，李艷秋向觀眾一鞠躬。然後畫面換成一張以竹林水墨畫為背景的手工字卡，中央貼上華視商標與白底黑邊的左起橫排標楷體「謝謝收看」四字，同樣以《陽明春曉》作為背景音樂。

## 1990年代版
1990年代版從1993年開始播出，製作單位仍為華視教學部，撰稿人為李鍌。
此期間的主持人為蕭裔芬，同樣也以旗袍裝、坐姿介紹該字；旗袍贊助商為龍笛蔡孟夏中國服飾。背景音樂不使用《陽明春曉》，但仍然會與中國傳統音樂脫離不了關係。
此版本節目，同樣也請張炳煌以毛筆字在印有紅色九宮格的宣紙上，以楷書一筆一劃的寫出該字的筆劃順序。但與前一版不同的是，除了國語注音以外，此版節目還會說出該字的筆劃數以及所屬部首。（在此，「筆劃數」的定義，是指「一個字的純筆劃數」，非原有部首加上剩下的字所總和之筆劃數，詳細敘述，如下列範例二。）
節目之中，一樣也會解釋該字的意義，也研討該字於古文呈現的樣貌，如甲骨文、篆文、西漢簡牘、金文及楷書。節目也會擷取該字於許慎《說文解字》的意義；並說明該字於六書分類為何，詞性又為何；也舉出該字於一些古文中的應用，解釋其中意義。如果介紹的字沒有出現在上述分類，則該部分介紹省略。
顯示古文的應用同時，為加強觀眾對該字的印象，螢幕左方會以白色字體電腦動畫不斷重複該字的筆劃順序。直至蕭裔芬對觀眾道別為後，最後於節目结尾，於螢幕上顯示「謝謝收看」前，仍然會再顯示一次該字筆劃順序，才正式結束該集節目。
與舊版節目最大的不同，就在於不會拿冷僻的字或觀眾最容易犯錯的筆劃處要觀眾朋友糾正該字。但如果有某些字的書寫上要特別注意時，仍然會告知。例如：如果介紹了「母」字，則可能會以「毋」字做比較，要觀眾注意這兩個字在書寫上會有差異；而這個部分是在節目的最後部分才出現，不在節目較中間的部分當中出現。

### 舉例說明一
鴻，國語注音ㄏㄨㄥˊ，屬鳥部，共17劃；許慎《說文解字》曰：「鴻，鴻鵠也，从鳥江聲。」鴻這個字於六書歸類屬形聲字，詞性屬名詞。以下為應用例子：
- 《孟子·告子上》「一心以為有鴻鵠將至。」[8]
- 漢司馬遷《報任少卿書》：「死有重於泰山、有輕於鴻毛。」[8]
- 「鴻門宴」，形容不懷好意的宴會。
- 蘇東坡《和子由澠池懷舊》：「人生到處知何似，應似飛鴻踏雪泥。」延伸的詞句為「雪泥鴻爪」。
- 形容一個人大有發展，可以用「鴻圖大展」。[9]
- 享有很大的福氣，稱為「鴻福齊天」。[8]
- 碰到好運氣，可以稱為「鴻運當頭」。[8]

### 舉例說明二
達，國語注音ㄉㄚˊ，屬辵（辶）部，共13劃；許慎《說文解字》曰：「達，行不相遇也，从辵羍 聲。《詩》曰：『挑兮達兮』。」達這個字於六書歸類屬形聲字，詞性屬動詞，也可以當形容詞用。
「達」這個字於現在的用法若解釋成「不相遇」，則用法很罕見，下列均為使用例子：
- 《呂氏春秋·重己》：「理塞則氣不達。」[11]
- 《論語·雍也篇》：「賜也達，於從政乎何有？」[12]
- 杜甫《月夜憶舍弟》：「寄書長不達，況乃未休兵。」[13]
- 「目的已達。」[14]
- 可以當「告訴」用，例如「轉達」、「傳達」。
- 「詞不達意」。[15]
- 「達官貴人」。[16]
- 「達士」、「達人」[17]
- 「達觀」、「達見」[18]

## 2009年版
2009年3月13日，淡江大學中國文學學系與華視教學事業處合作製播《新每日一字》，高柏園（當時淡江大學行政副校長）擔任總召集人，張炳煌（當時淡江大學文錙藝術中心副主任）擔任製作人兼書法示範。《新每日一字》捨棄毛筆沾墨書寫示範，改用淡江大學資訊工程學系開發、2007年7月量產上市的「神來e筆」數位書法學習系統，並與淡江大學數位語言研究中心合作開設「華語文網路教學」。《新每日一字》的字義解說，除了介紹字的起源與演變，更延伸至流行歌曲或流行語中提及的相關辭彙等。
2009年3月至2009年4月24日，華視教學事業處公開徵選《新每日一字》女主持人。2009年5月15日起，華視教學事業處陸續通知應徵者到華視試鏡。2009年5月下旬，《新每日一字》開始錄影。2009年7月27日，《新每日一字》於華視教育文化頻道正式開播，由莊雨潔擔任第一屆主持人，每天間隔三小時的整點播出五分鐘。

## 軼事
實體書
《每日一字》實體書總共分為十輯，華視教學部主編，林藜編著，何容校訂，「華視文化事業股份有限公司附設中華出版社」（簡稱「華視出版社」）出版。第三、四、五輯為1982年6月第一版，第六輯為1984年9月初版，第七輯為1984年11月初版，第八輯為1985年2月初版，第九輯為1985年5月初版，第十輯為1985年6月初版。
《每日一字》實體書的審音多半依據《廣韻》、《中原音韻》、《中華新韻》與《國語大辭典》，釋義參酌《說文解字》、《辭源》、《辭海》、《形音義大辭典》、《國語日報辭典》與《大林國語辭典》；此外，也參酌林藜執教各大專院校15年來所累積的心得，也將容易混淆、誤讀的錯字與訛音蒐集之後一一加以比較與辨正。內容則標榜以一般性的文字來介紹，艱深的字詞語音多略而不談。
其他節目戲仿
1986年6月22日，華視短劇綜藝節目《電視號外》開播（後改名《號外特攻隊》），短劇單元〈每謅一字〉是演員李立群穿著長袍馬褂戲仿《每日一字》。例如介紹「不」字，會延伸介紹「歪」「孬」「甭」等字，然後延伸介紹虛構的動物相關字：上「不」下「狗」，讀音為「貓」，因為家裡養的寵物不是狗就是貓；上「不」下「貓」，讀音為「虎」，因為貓與虎都是貓科動物；上「不」下「虎」，讀音為「馬」，源自成語「馬馬虎虎」；上「不」下「馬」，讀音為「鹿」，源自成語「指鹿為馬」；上「不」下「鹿」，讀音為「不鹿」，源自英語「blue」，意思是「藍色的」；上「不」下「狼」，讀音為「不狼」，源自英語「brown」，意思是「棕色的」，亦可作姓氏用。
華視綜藝節目《連環泡》之短劇單元〈每字一說〉，戲仿《每日一字》，由方芳與邢峰主持。方芳自稱「方字典」，邢峰自稱「邢辭海」。
1990年代中國電視公司（中視）綜藝節目《雞蛋碰石頭》的短劇單元〈說文解字〉，郎祖筠、趙自強（後由卜學亮替代）分別飾演「大老婆」、「小老婆」，戲仿《每日一字》，每天以搞笑的手法講解一個常用的字。

## 類似節目
- 1982年6月15日，華視《每日一辭》開播[28]，華視教學部製作，是《每日一字》的姊妹作品，每集節目時間約5分鐘，由李艷秋、李蕙芳、沈敬家輪流主持，每集介紹一個成語。華視出版社同樣分輯出版實體書。

- 台視《傳家寶典》。

- 2017年，李艷秋主持大雲文創網路節目《字得其樂》，以動畫與故事介紹字的由來及正確用字資訊[29]。

## 註解、參考資料
1. ↑  竺家寧. . 《國文天地》第3期 (國文天地雜誌社). 1985-08: 56－58 （中文（臺灣））. 收錄於竺家寧著作《古音之旅》（萬卷樓圖書公司1993年9月初版四刷）。
2. ↑  駱凡、憶人. . 《電視周刊》第1065期 (台視文化公司). 1983-03-06: 18－23 （中文（臺灣））. 華視新聞部的同仁中，李艷秋、李蕙芳和梁蕾，是三位各具特色的電視女記者。……未參加華視新聞部的陣容之前，李蕙芳一直在今是公司服務。……從今是公司轉換工作環境到華視新聞部，李蕙芳是經由許多應徵者中千挑萬選出來的佼佼者。原先，她只負責《每日一字》及《每日一辭》的播報工作；為了吸收實際的新聞採訪經驗，於去年年中，正式加入華視新聞部採訪陣容的工作行列。
3. ↑  夢非. . 《電視周刊》第1065期 (台視文化公司). 1983-03-06: 116－117 （中文（臺灣））. 知道沈敬婷的觀眾不多，但是認識沈敬家的人卻不少。事實上，沈敬婷和沈敬家是華視備受矚目的姐妹花演員。……演出連續劇《牽手》之後，沈敬家雖然已經在電視演藝圈冒出了頭，但是她對於演電視劇這行業，始終激發不出熱衷的興趣來；她仍然喜歡埋首在她原來的教學部助理導播工作中，來得單純些。前一陣子，沈敬家因兼任華視新聞部製作的《每日一辭》主持人工作，遭到許多流言，指稱她因得寵於新聞部某一位副主管，而受到特別的關照。……沈敬家因為在連續劇《牽手》中表現優異，而被華視提名參加角逐今年金鐘獎「最具潛力新人演員獎」。
4. ↑  張佩蘭. . 《華視綜合週刊》第645期 (華視綜合週刊社). 1984-02-27: 114－123 （中文（臺灣））. 羅敏是怎麼成為華視甄選主持人中最為優秀的一位呢？……羅敏在德基水庫值班，看到報紙，好像是最後一天，華視登招考主持人的啟事，她匆匆的寄出了照片資料。……「退堂鼓」沒打成，羅敏不但考上了，而且成績非常優異。
5. ↑  本報訊. . 民生報. 1981-01-24: 9 （中文（臺灣））.
6. ↑  請注意，「吿」字的上半部是「牛」。
7. ↑  《新每日一字》在顯示《說文解字》的內容時，不會將「从『什麼』『什麼』聲」顯示在螢幕上。
8. 1 2 3 4  這裡的「鴻」就是大鳥的意思。
9. ↑  此處的「鴻」代表「大」的意思。
10. ↑  「羍」這個字，讀若「達」。《說文解字》曰：「羍，小羊也。从羊大聲。讀若『達』。」
11. ↑  此處的「不達」，是「不通」的意思。
12. ↑  此處的「達」，是「通曉事理」的意思。
13. ↑  此處的「達」，是「久未到達」的意思。
14. ↑  此處的「達」，是「完成」或「實現」的意思。
15. ↑  此處的「達」，是「表現」的意思。
16. ↑  此處的「達」，是「顯達」的意思，在此的「達」的詞性是形容詞。
17. ↑  此處的「達」，是「見識高超」的意思，同「達官貴人」的「達」，這裡的「達」，其詞性也是形容詞。
18. ↑  此處的「達」，是「豁達」的意思，這裡的「達」同上述兩條，其詞性也是形容詞。
19. ↑  一筆通國際股份有限公司「神來e筆」官方網頁 （页面存档备份，存于）
20. ↑  周永捷 台北2008年4月3日電，〈日學生訪淡大 張炳煌「神來e筆」教書法〉 （页面存档备份，存于），《大紀元新聞網》2008年4月3日〈台灣地方新聞〉。
21. ↑  謝慶萱 淡水校園報導，〈張炳煌執e筆 新每日一字開播〉 的存檔，存档日期2009-10-15.，《淡江時報》第744期，2009年3月16日。
22. ↑  張添福 台北報導，〈每日一字重出江湖〉[永久]，《台灣時報》2009年3月17日〈北部新聞〉。
23. ↑  《新每日一字》節目主持人徵選活動官方網頁 的存檔，存档日期2009-10-22.
24. ↑  湯雅雯 台北報導，〈新每日一字重現 每集5分鐘〉 Archive.today的存檔，存档日期2012-07-16，《聯合報》2009年7月29日AA4版。
25. ↑  此為當時華視的公司全銜，並非現在的華視文化公司。
26. ↑  林藜，《每日一字》序，作於1984年5月。
27. ↑  筱. . 《華視綜合週刊》第765期. 1986-06-16: 48－52 （中文（臺灣））. 一群因舞台劇而相識、相知的朋友，經過無數的徹夜促膝長談、理想爭辯、腦力激盪，終於推出一個集合群體智慧的綜藝節目──「電視號外」。……「電視號外」由短劇串連而成……「電視號外」像雜誌一樣分各種版，而且每一版各具特色，分別是：……「每謅一字」：看了華視三位女主持人播講的「每日一字」後，再看李立群的「每謅一字」保證您捧腹大笑；這位一身長袍馬褂的冷面笑匠，會胡謅些什麼呢？您不妨猜猜看。……這麼精彩的節目，您能錯過嗎？請於六月廿二日起，每週日晚間八時十分到九時四十分按時收看。 参数|magazine=与模板{{cite news}}不匹配（建议改用{{cite magazine}}或|newspaper=） (帮助);
28. ↑  林藜，《每日一辭》後記。
29. ↑  YouTube上的字得其樂播放列表

## 資料來源
- 華視《每日一字》節目錄影帶
- 華視出版社《每日一字》圖書
- 臺灣電視資料庫
- 《新每日一字》華視節目官網